# A4103 road
Die A4103 road (englisch für Straße A4103) ist als eine größtenteils als Primary route ausgewiesene, 41 km lange Fernverkehrsstraße in Worcestershire und Herefordshire eine der Hauptverbindungen vom Osten Englands nach Hereford.

## Verlauf
Die Straße zweigt in Rushwick westlich von Worcester von der A44 road ab und führt in südwestlicher Richtung über Leigh Sinton zur A465 road nordöstlich von Hereford, verläuft ein kurzes Stück gemeinsam mit dieser und führt geradeaus nach Westen weiter, während sich die A465, die ab hier zur Primary route wird,  nach Hereford fortsetzt. Die A4103 wird nun zur einfachen Landstraße, kreuzt die A49 road und endet an der A480 road am Stretton Sugwas bypass.